# Витгар
Витгар (на немски: Witgar; † 887, Аугсбург) е 16-ият епископ на Аугсбург от 861 до 887 г., имперски канцлер при Лудвиг Немски и Карл Дебелия.
Той е избран за епископ на Аугсбург след смъртта на епископ Ланто през 860 г.

## Литерарура
- Placidus Braun: Geschichte der Bischöfe von Augsburg. Chronologisch und diplomatisch verfaßt und mit historischen Bemerkungen beleuchtet. Moy, Augsburg 1813/15 (3 Bde., hier speziell Bd. 1, S. 151 f.).